# Uxbridge (Metropolitano de Londres)
Uxbridge é uma estação que pertence ao Metropolitano de Londres em Uxbridge. Ela fica no ramal Uxbridge das linhas Metropolitan e Piccadilly.

## História
A Harrow and Uxbridge Railway (mais tarde fundida na Metropolitan Railway) abriu pela primeira vez uma estação em Uxbridge em 4 de julho de 1904 na Belmont Road, a uma curta distância ao norte da estação existente. A estação estava situada em um alinhamento diferente da via, agora usada como desvio. O serviço original do centro de Londres era fornecido por trens puxados a vapor, mas a eletrificação ocorreu no ano seguinte.
A extensão London United Tramways de Shepherd's Bush foi inaugurada algumas semanas antes da estação de metrô. O gerente, conforme noticiou um jornal local da época, comentou sobre os altos preços da viagem de metrô: “A viagem de bonde demorava bem mais de uma hora para chegar a Shepards Bush”.
Em 1 de março de 1910, uma extensão da linha District de South Harrow para se conectar com a ferrovia metropolitana em Rayners Lane foi inaugurada, permitindo que os trens da linha distrital servem estações entre Rayners Lane e Uxbridge. A estação Belmont Road original tinha duas plataformas e, após a introdução da operação compartilhada, uma plataforma foi utilizada por cada linha.
Em 4 de dezembro de 1938 a atual estação foi inaugurada em um novo alinhamento.
Em 12 de janeiro de 1983, os edifícios da estação receberam o status de Grau II.
O borough londrino de Hillingdon anunciou em junho de 2011 que faria lobby na Transport for London para que a linha Central fosse desviada da estação West Ruislip para Uxbridge. Tal projeto exigiria um business case aprovado pela TfL e a conclusão dos trabalhos de atualização de sinalização na linha Metropolitan.

## Conexões
As rotas dos ônibus de Londres 222, 331, 427, A10, U1, U2, U3, U4, U5, U7, U9 e U10, a rota Superloop SL8 e a rota noturna N207 atendem a estação.